# Ekscimer
Ekscimer je molekula koja koja nema stabilno osnovno elektronsko stanje. Ekscimeri postoje samo u pobuđenim elektronskim stanjima. Pobuđena elektronska stanja općenito jako kratko traju (reda veličine nanosekundâ), jer se atomi relaksiraju u neko niže pobuđeno stanje ili u osnovno stanje, pa ekscimeri jako kratko traju. Primjer je molekula He2. Elektronska struktura helija je 1s2. Molekula helija u osnovnom stanju imala bi elektronsku konfiguraciju σ2, σ*2, što daje ukupni red veze 0, odnosno nepostojanje veze. Molekula helija u prvom pobuđenom stanju imala bi elektronsku konfiguraciju: 1σ2, 1σ*1,2σ1 (tri elektrona u veznom prbitalama i jedan u protuveznoj), što daje jednostruku vezu među atomima helija. Molekula helija u dvostruko pobuđenom stanju, imala bi konfiguraciju 1σ2, 2σ2, što daje dvostruku vezu. 
Relaksiranjem molekule helija u osnovno stanje, red veze bi pao na 0. Potencijal između atoma bi nestao, a dva atoma bi se razišla.